# 立命馆亚洲太平洋大学
立命馆亚洲太平洋大学（日语： Ritsumeikan ajia taiheiyō daigaku ?）是由本部位于京都的学校法人立命馆（立命館大學創設者）在大分县别府市创建的私立大学。與其兩者為姊妹校。在校学生来自世界上90个国家（含日本），教职员的大约半数亦非日本籍。国际学生所占比例及人数居日本首位。

## 概況
立命館亞洲太平洋大學（簡稱APU），是一間位於日本九州大分縣別府市的國際大學，於2000年創校，僅十五年間已被日本具有公信力雜誌評為日本國內「最強大學」前20名。以自由，和平，國際交流，培養國際領導人才為教育理念，注重學生的外語能力及實際溝通談判的練習，由於和一般學術研究型大學走向不同，APU畢業生有相當高的就業率，在日本經濟新聞報導(2016)在企業人事評價中排行第一。 （页面存档备份，存于）。
建校的精神是「自由與清新」，基本理念是：「自由、和平、人本」、「國際相互理解」、「創造亞太的未來」。
學生約有一半來自世界各國各地（韓國、中國、越南、泰國、印尼、美國、歐洲等），另一半為日本籍學生，除了英、日語外，還提倡副修第三門語言。
除了有語言的優勢之外，學生還必須選擇國際經營學系APＭ（企管、國際經營、會計、市場分析）或亞洲太平洋學系APS（觀光、國際關係、媒體等）作為主修，培養專業的國際人才。
APU學生來自世界各國，学生24小時都在學習外文及各國文化。APU有極為強大的校友圈，到2015年止，全球各地已經有28個校友會（日本7個、海外21個），畢業後的學生在世界各國就職，就業率極高，且都有相當不錯的職場表現（聯合國、各國大使館、知名企業等） 
APU提供完善的獎學金制度，提供學生申請。

## 知名校友
- Paul Kim
- MaoMao TV

## 外部連結
- 立命館亞洲太平洋大學官方網站 （页面存档备份，存于）
- 招生網站 （页面存档备份，存于）
- APU台灣辦公室粉絲頁 （页面存档备份，存于）